# Andy Stanfield
Andrew William (Andy) Stanfield (Washington D.C., 29 december 1927 – Livingston, 15 juni 1985) was een Amerikaanse atleet, die zich had toegelegd op de sprint. Stanfield won in totaal drie olympische medailles, waarvan twee gouden. In 1952 won hij nog goud op de 200 m, vier jaar later pakte hij slechts zilver op dit onderdeel. 

## Loopbaan
Nadat Stanfield in 1951 het wereldrecord op de in de Angelsaksische landen populaire 220 yd op 20,6 s had gesteld, liep hij een jaar later op de 200 m precies dezelfde tijd en ook dat was een wereldrecord. Deze prestatie werd sindsdien door enkele atleten geëvenaard, maar pas in 1960 slaagden binnen een tijdspanne van enkele weken drie atleten erin om zijn tijd te verbeteren tot 20,5.
Door zijn wereldrecords was Stanfield de grote favoriet voor de titel op de 200 m tijdens de Olympische Spelen van 1952 in Helsinki en hij maakte die rol waar. In de finale egaliseerde hij in 20,7 het olympische record van Jesse Owens uit 1936 en bleef hij zijn landgenoten Walter Baker en James Gathers voor, die beiden 20,8 lieten noteren. Vervolgens liep hij op de 4 x 100 m estafette samen met Dean Smith, Harrison Dillard en Lindy Remigino naar zijn tweede gouden plak, waarbij hij moeite moest doen om de derde honderd meter voor zijn rekening nemende Remigino het estafettestokje te ontfutselen. Deze klemde zich in de finale namelijk, bang om iets fout te doen, aan de stok vast als een mossel aan een scheepswand. Andy Stanfield, had de grootste moeite om het ding los te krijgen. 'Ik wist niet wat me overkwam. Ik moest die stok uit zijn handen rukken,' aldus de verbaasde Stanfield later.
Het Amerikaanse viertal won de gouden medaille met een tijd van 40,1 en versloeg de estafetteteams uit de Sovjet-Unie (zilver; 40,3) en Hongarije (brons; 40,5).
Vier jaar later probeerde Stanfield zijn olympische titel te verdedigen op de Olympische Spelen in Melbourne, Hoewel hij, getuige zijn tijd van 20,7, even snel was als in Helsinki, moest hij het nu toch afleggen tegen zijn snellere landgenoot Bobby Morrow, die het goud voor zijn neus wegkaapte en in 20,6 Stanfields wereldrecord evenaarde.   

## Titels
- Olympisch kampioen 200 m - 1952
- Olympisch kampioen 4 x 100 m - 1952
- Amerikaans kampioen 100 m - 1949
- Amerikaans kampioen 200 m - 1949, 1952
- Amerikaans kampioen 220 yd - 1953
- Amerikaans indoorkampioen 60 yd - 1950
- Amerikaans indoorkampioen verspringen - 1951
- IC4A-kampioen 100 yd - 1949, 1950, 1951
- IC4A-kampioen 220 yd - 1951
- IC4A-indoorkampioen 60 yd - 1949, 1950, 1951
- IC4A-indoorkampioen verspringen - 1951

## Persoonlijke records
| Onderdeel     | Prestatie      | Datum        | Plaats       |
| ------------- | -------------- | ------------ | ------------ |
| 100 yd        | 9,5 s          | 1950         |              |
| 100 m         | 10,3 s         | 1949         |              |
| 220 yd        | 20,6 s (ex-WR) | 26 mei 1951  | Philadelphia |
| 200 m         | 20,6 s (ex-WR) | 28 juni 1952 | Los Angeles  |
| 220 yd horden | 22,9 s         | 1951         |              |
| verspringen   | 7,85 m         | 1951         |              |

## Palmares

### 60 yd
- 1950:  Amerikaanse kamp. - 6,2 s

### 100 m
- 1949:  Amerikaanse kamp. - 10,3 s

### 200 m
- 1949:  Amerikaanse kamp. - 20,4 s (+RW)
- 1952:  Amerikaanse kamp. - 21,1 s
- 1952:  OS - 20,7 s
- 1956:  OS - 20,7 s

### 220 yd
- 1953:  Amerikaanse kamp. - 21,2 s

### verspringen
- 1951:  Amerikaanse kamp.

### 4 x 100 m estafette
- 1952:  OS - 40,1 s

1900: John Tewksbury ·
1904: Archie Hahn ·
1908: Bobby Kerr ·
1912: Ralph Craig ·
1920: Allen Woodring ·
1924: Jackson Scholz ·
1928: Percy Williams ·
1932: Eddie Tolan ·
1936: Jesse Owens ·
1948: Mel Patton ·
1952: Andy Stanfield ·
1956: Bobby Morrow ·
1960: Livio Berruti ·
1964: Henry Carr ·
1968: Tommie Smith ·
1972: Valeri Borzov ·
1976: Don Quarrie ·
1980: Pietro Mennea ·
1984: Carl Lewis ·
1988: Joe DeLoach ·
1992: Mike Marsh ·
1996: Michael Johnson ·
2000: Konstantinos Kenteris ·
2004: Shawn Crawford ·
2008: Usain Bolt ·
2012: Usain Bolt ·
2016: Usain Bolt ·
2020: Andre De Grasse ·
2024: Letsile Tebogo
1912: Jacobs, Macintosh, d'Arcy, Applegarth ·
1920: Paddock, Scholz, Murchison, Kirksey ·
1924: Clarke, Hussey, Leconey, Murchison ·
1928: Wykoff, Quinn, Borah, Russell ·
1932: Kiesel, Toppino, Dyer, Wykoff ·
1936: Owens, Metcalfe, Draper, Wykoff ·
1948: Ewell, Wright, Dillard, Patton ·
1952: Smith, Dillard, Remigino, Stanfield ·
1956: Murchison, King, Baker, Morrow ·
1960: Cullmann, Hary, Mahlendorf, Lauer ·
1964: Drayton, Ashworth, Stebbins, Hayes ·
1968: Greene, Pender, Smith, Hines ·
1972: Black, Taylor, Tinker, Hart ·
1976: Glance, Jones, Hampton, Riddick ·
1980: Moeravjov, Sidorov, Prokofjev, Aksinin ·
1984: Graddy, Brown, Smith, Lewis ·
1988: Bryzgin, Krylov, Moeravjov, Savin ·
1992: Marsh, Burrell, Mitchell, Lewis ·
1996: Esmie, Gilbert, Surin, Bailey ·
2000: Drummond, Williams, Lewis, Greene ·
2004: Gardener, Campbell, Devonish, Lewis-Francis ·
2008: Bledman, Burns, Callender, Thompson ·
2012: Carter, Frater, Blake, Bolt ·
2016: Powell, Blake, Ashmeade, Bolt ·
2020: Desalu, Jacobs, Patta, Tortu ·
2024: Brown, Blake, Rodney, De Grasse